# Ral·li d'Escòcia

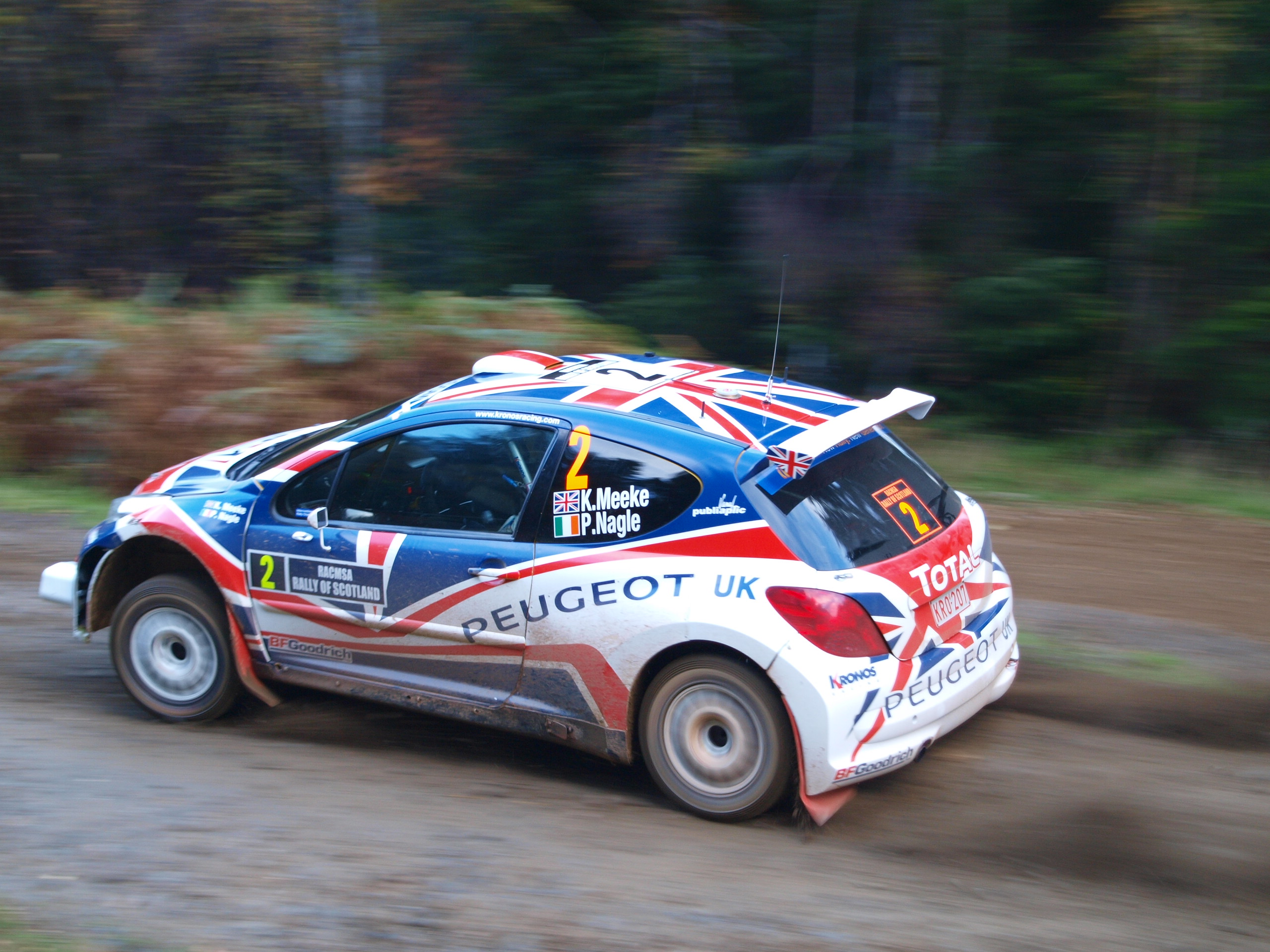
Kris Meeke amb el Peugeot 207 a l'edició del 2010

El Ral·li d'Escòcia (oficialment en anglès, Rally Scotland) fou un ral·li disputat a Escòcia entre el 2009 i el 2011 que formava part de l'Intercontinental Rally Challenge, del qual n'era l'última prova puntuable. Les seus del ral·li eren les ciutats de Perth i Stirling. La primera edició es va córrer entre el 20 i el 21 de novembre de 2009, amb sortida des del Palau de Scone i arribada al Castell de Stirling.

## Guanyadors
| Any  | Edició             | Pilot             | Copilot        | Cotxe             |
| ---- | ------------------ | ----------------- | -------------- | ----------------- |
| 2009 | 1st Rally Scotland | Guy Wilks         | Phillip Pugh   | Škoda Fabia S2000 |
| 2010 | 2nd Rally Scotland | Juho Hänninen     | Mikko Markkula | Škoda Fabia S2000 |
| 2011 | 3rd Rally Scotland | Andreas Mikkelsen | Ola Fløene     | Škoda Fabia S2000 |